# Rotonde ferroviaire de Chambéry

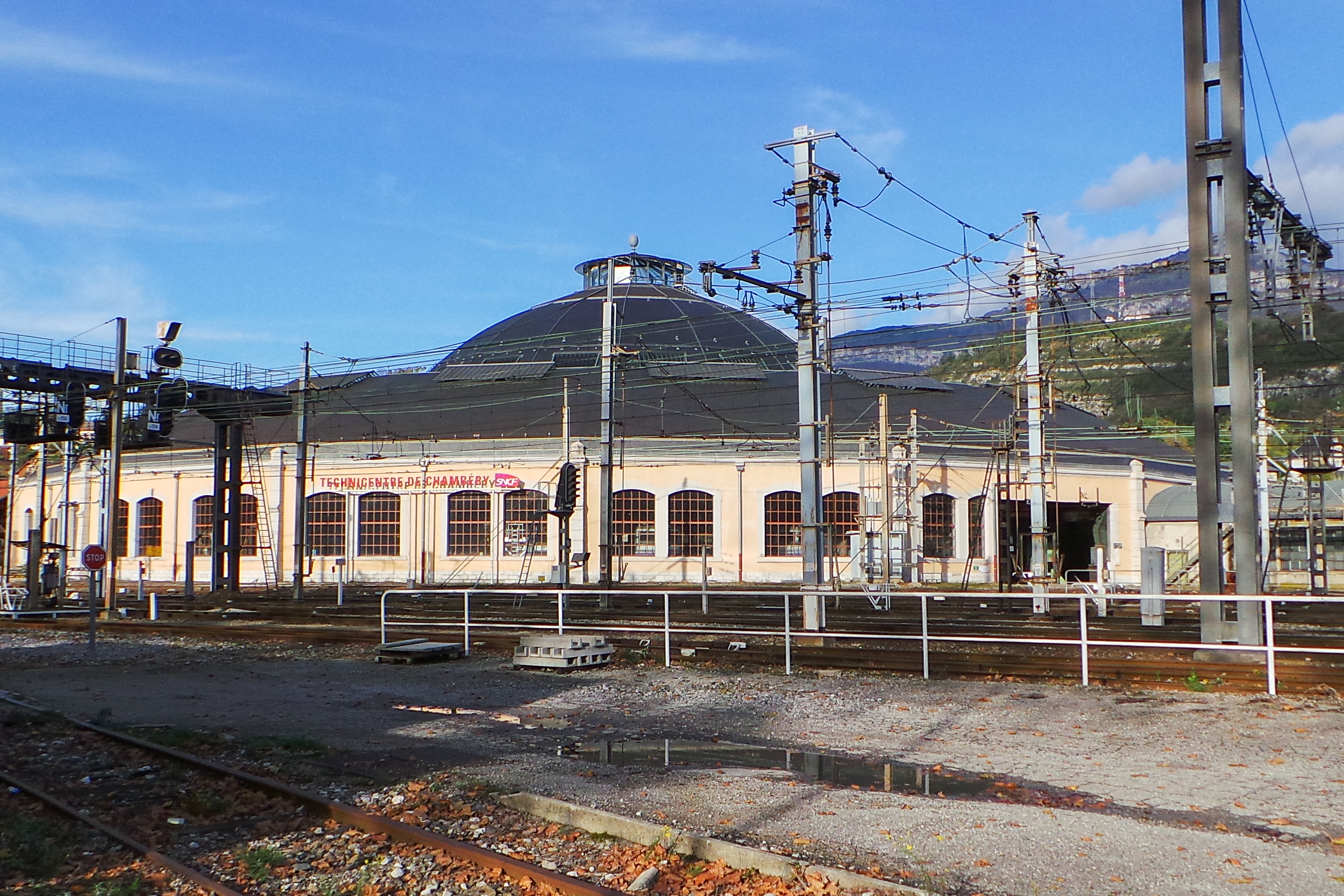
Die Rotonde ferroviaire de Chambéry

Die Rotonde ferroviaire de Chambéry oder einfach La Rotonde ist ein Lokomotivschuppen der Société nationale des chemins de fer français (SNCF) in Chambéry im französischen Departement Savoie.
Die von 1906 bis 1910 gebaute Anlage bildet das Hauptgebäude der Bahntechnikeinrichtung Technicentre de Chambéry. Dieses Depot- und Unterhaltswerk befindet sich 500 m nördlich des SNCF-Bahnhofs Chambéry – Challes-les-Eaux und ist mit diesem über Rangiergleise verbunden.
Die Rotonde de Chambéry ist das größte in Frankreich gebaute Lokomotivdepot des Typs «Rundschuppen» und zudem das letzte und heute einzige französische Bauwerk des Typs «Rundhaus» mit einem vollständig überdachten Innenraum. Das bedeutende Werk der Industriearchitektur stellt zusammen mit dem Schloss der Herzöge von Savoyen eine der wichtigsten Sehenswürdigkeiten der Departementshauptstadt dar. Die Rotunde ist seit 1984 als Monument historique registriert und erhielt 2005 vom französischen Kulturministerium die Auszeichnung Patrimoine du XXe siècle.

## Geschichte

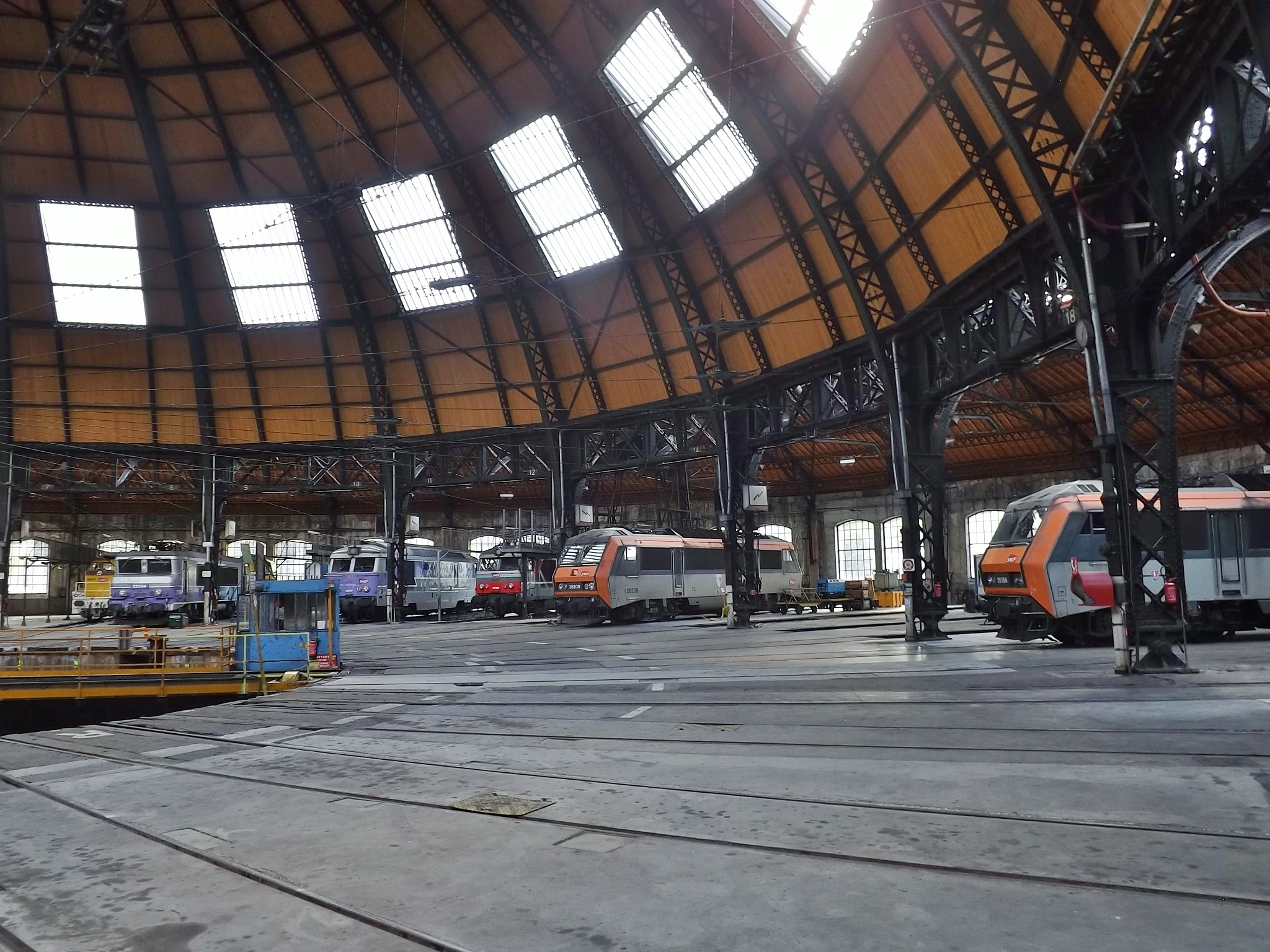
Fahrzeughalle mit Teilansicht der zentralen Kuppel

Nach der Fusion des französischen Teils der 1853 gegründeten savoyisch-piemontesischen Bahngesellschaft Compagnie du chemin de fer Victor-Emmanuel mit der Compagnie des chemins de fer de Paris à Lyon et à la Méditerranée (PLM) im Jahr 1867 plante diese beim Bahnhof Chambéry den Bau eines Lokomotivdepots. Doch erst im frühen 20. Jahrhundert wurde der Bau ausgeführt.

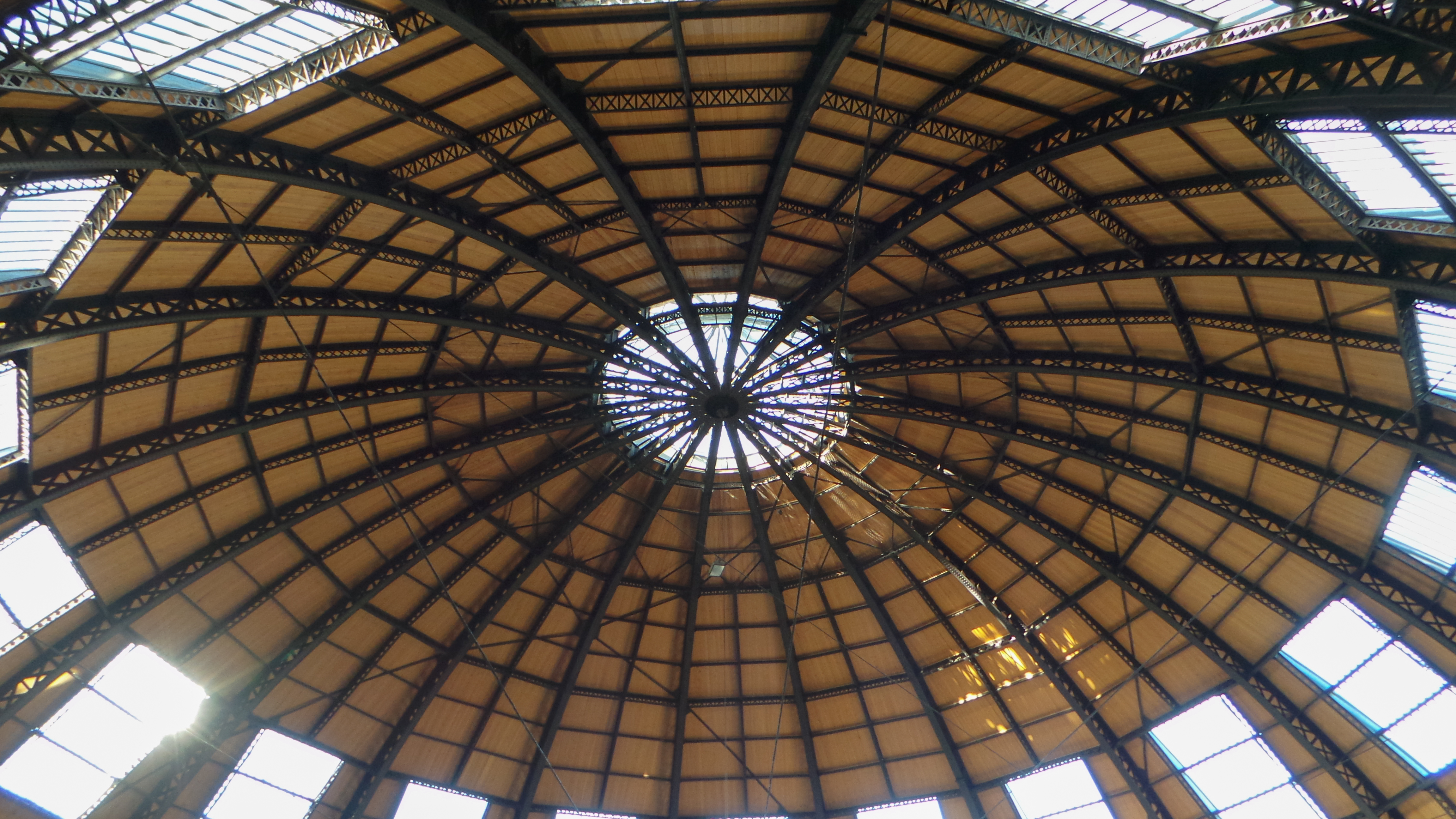
Kuppelkonstruktion

Mit einem Durchmesser von 110 m und einer Höhe von 34 m ist die Rotonde in Chambéry das größte kreisrunde Lokdepot Frankreichs. Auf 36 Ständen bietet sie Platz für bis zu 72 Lokomotiven. Das Bauwerk steht wegen des feuchten Untergrunds in der Talsohle der Leysse auf einem Pfahlrost. Diese Gründung trägt die Außenmauern, die teilweise aus Mauerwerk und teilweise in Beton ausgeführt sind, und die Stahlstützen auf der Innenseite des Abstellringes. Auf den Stützen ruhen einerseits die Träger des Walmdaches der äußeren Ringkonstruktion und andererseits die Rippen der riesigen freitragenden Kuppel über der zentralen Drehscheibe. Die Kuppel ist in  Metallbauweise nach den Vorstellungen von Gustave Eiffel und Paul Séjourné mit genieteten Trägern errichtet. Sie hat einen Durchmesser von 55 m und eine Pfeilhöhe von 27 m. Für die Belichtung der großen Halle besitzt das Gebäude Fenster in der Außenmauer, Oberlichter am Giebel des Außendaches, ein ringförmiges Fensterband über dem inneren Stützenkranz, große Oberlichter in der Kuppel und eine verglaste Laterne über deren Scheitelpunkt. Diese Öffnungen dienten teilweise in der Anfangszeit auch als Rauchabzug über den Dampflokomotiven.
Das von dem Stahlbauunternehmen Magnard in Fourchambault errichtete Gebäude gehört zu den selten gewordenen Ringlokschuppen mit einem ringsum über 360° laufenden Gleisfächer. Solche Anlagen, jedoch ohne Mitteldach, stehen heute beispielsweise noch in Lyon im Bahndepot  Lyon-Mouche und im SNCF-Technicentre Avignon-Région Sud bei Avignon. Ein ähnliches, aber viel kleineres Rundhaus mit überdachtem Zentralraum ist der Rundlokschuppen im polnischen Piła (früher Schneidemühl). Er wird als Urtyp dieser Art der Lokomotivdepots angesehen. Kurz vor dem Bau des Bahndepots von Chambéry entstand der gedeckte Rundlokschuppen Rummelsburg in Berlin.

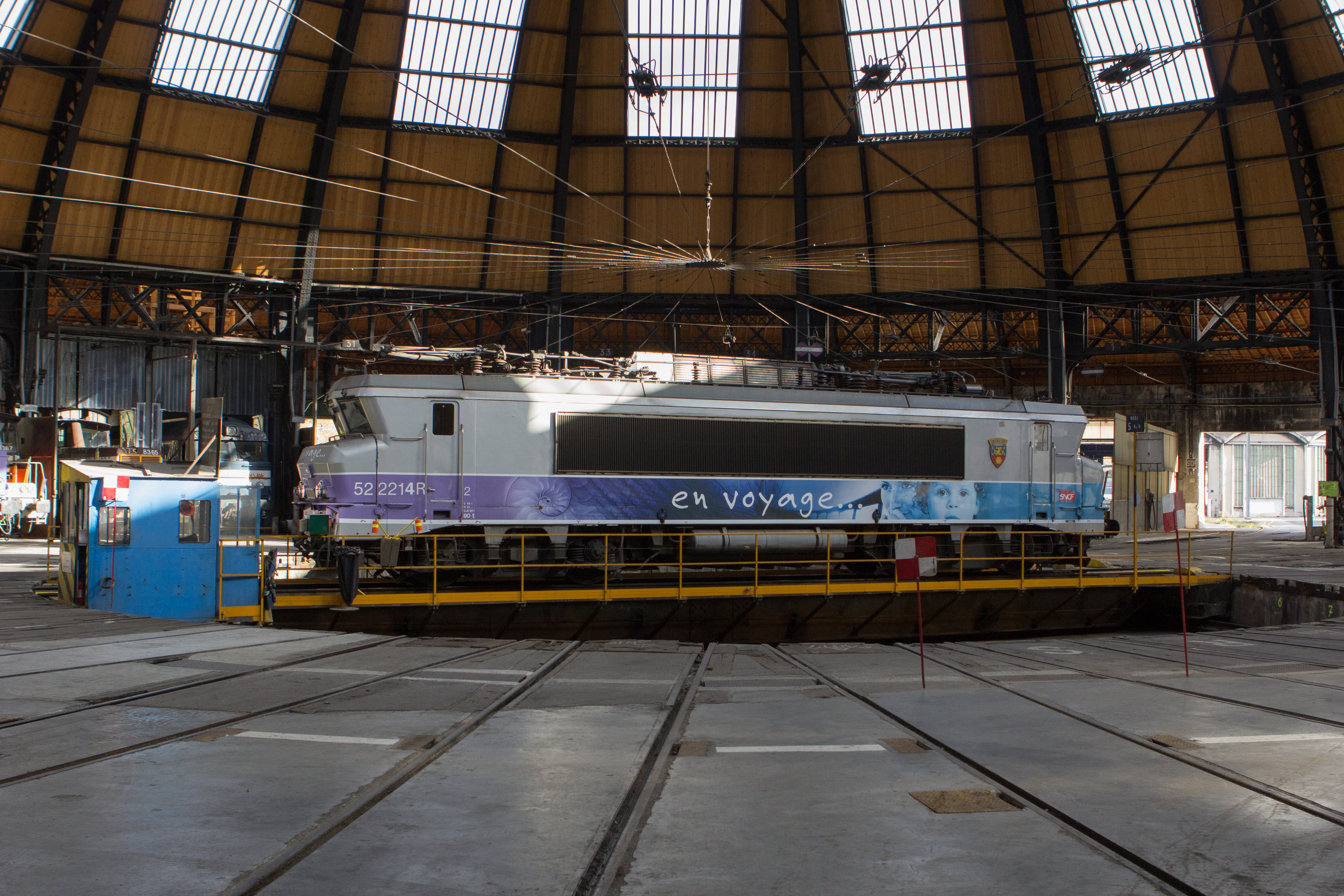
Drehscheibe in der Rotunde mit Zweisystemlokomotive der Baureihe BB 22200, darüber der Fahrleitungsstern

In den 1930er Jahren begann die schrittweise Ablösung der Dampflokomotiven durch elektrische Maschinen. Mit der Verstaatlichung der privaten Bahngesellschaften Frankreichs 1938 kam das Gebäude in Chambéry in den Besitz der SNCF, die das Eisenbahnnetz weiter elektrifizierte. Dabei wurde auch das Lokomotivdepot in Chambéry mit Oberleitungen ausgestattet.
In den 1980er Jahren plante die SNCF den Abbruch des Bauwerks, der durch die Unterschutzstellung 1984 verhindert wurde. Von 1996 bis 2011 ließ die SNCF das Lokomotivdepot in Chambéry für 5,7 Millionen Euro restaurieren. Die Stadt Chambèry, der Generalrat des Departements Savoyen und die von der Präfektur Savoyen eingesetzte Organisation Savoie Grand Lac finanzierten, teils mit Unterstützung durch EU-Gelder, die Sanierung der Kuppel. Viele durch Korrosion beschädigte Bauteile des Daches wurden durch originalgetreue Nachbildungen ersetzt, das Mauerwerk wurde ausgebessert und das Gebäude mit einer neuen Dachhaut aus Schieferplatten versehen. Das französische Ministerium für Kultur und das Transportministerium unterstützten die Restaurierungsarbeiten, zu deren Finanzierung man in Chambéry eine Reihe von Konzerten in der Rotonde organisierte.
In einem für das Publikum zugänglichen Bereich in der Rotunde richtete die SNCF ein Technikmuseum für historisches und modernes Rollmaterial ein; dort ist das einzige erhaltene Exemplar der starken frühen Elektrolokomotive für Gebirgsstrecken PLM 262 AE ausgestellt. Mit Unterstützung der Stadt Chambéry entstand 2014 im Gebäude ein architekturgeschichtliches Besucherzentrum (Centre d’Interprétation de l’Architecture et du Patrimoine CIAP).
Direkt neben der großen Rotunde steht im Bahntechnikzentrum Chambéry ein zweiter Ringlokschuppen, dessen Halle den Grundriss eines Viertelkreises hat und an einer nicht überdachten Drehscheibe steht. Zwischen beiden Lokschuppen liegen Verbindungsgleise.
Die im Nordosten neben dem Technicentre verlaufende Straße heißt Chemin de la Rotonde.
Im Jahr 2021 kam die Rotonde von Chambéry in der Finalrunde des Wettbewerbs von France Bleu zum «Monument préféré des Français» auf den 9. Platz, direkt hinter dem Pont du Gard auf dem 8. Platz.